# Huinca Renancó
Huinca Renancó är en ort i Argentina.   Den ligger i provinsen Córdoba, i den centrala delen av landet, 500 km väster om huvudstaden Buenos Aires. Huinca Renancó ligger 186 meter över havet och antalet invånare är 8 637.
Terrängen runt Huinca Renancó är mycket platt. Huinca Renancó är det största samhället i trakten.
Trakten runt Huinca Renancó består till största delen av jordbruksmark. Runt Huinca Renancó är det mycket glesbefolkat, med 2 invånare per kvadratkilometer.